# T.I.
Clifford Joseph Harris Jr. (Atlanta, 25 de Setembro de 1980), mais conhecido pelo seu nome artístico de T.I. ou T.I.P. é um rapper e ator, de Atlanta. É vencedor de três Grammy Awards.

## Biografia

### 1980-2000: Inicio da vida e carreira
Clifford Joseph Harris Jr nasceu em 25 de setembro de 1980, e foi criado pelo seus avós devido ao seu pai ter Alzheimer, morar em Nova York e morrer devido à doença. Ainda jovem abandonou a escola e se tornou traficante de drogas e aos 14 anos já havia sido preso algumas vezes. Um produtor executivo o descobriu e o levou para assinar com a Arista Records.

## Carreira Musical

### 2001-2003 I'm serious e Trap Muzik
T.I. lançou seu álbum de estréia, I'm Serious, em outubro de 2001 pela Arista Records. O álbum contém um single de mesmo nome, porém não obteve sucesso. Apesar das parcerias do álbum com convidados e a equipe de produção, o álbum chegou ao número 98 na Billboard, só vendeu 163.000 cópias nos Estados Unidos e foi mal recebido pela critica.Devido a baixa recepção comercial o álbum foi retirado da Arista Records fazendo com que em 2001, T.I. criasse a Grand Hustle, onde lançou algumas mixtapes e também fez um acordo com a Atlantic Records.
T.I. lançou seu segundo álbum Trap Muzik em 19 de agosto de 2003 pela Grand Hustle, que estreou no número 4 na Billboard e vendeu 109 mil cópias em sua primeira semana.
Em março de 2004, um mandado foi emitido para a prisão de T.I. depois que ele violou sua liberdade condicional de uma condenação por trafico de drogas em 1997. T.I foi condenado a três anos de prisão. Um mês depois ele trocou sua pena, pela prestação de serviços comunitários e continuou em liberdade condicional. Depois de ser lançado em liberdade condicional, ele recebeu acusações em diversas cidades ao redor de Georgia por delitos que variam de posse de arma de fogo até posse de maconha.

### 2004-2005:Urban Legend e acusações

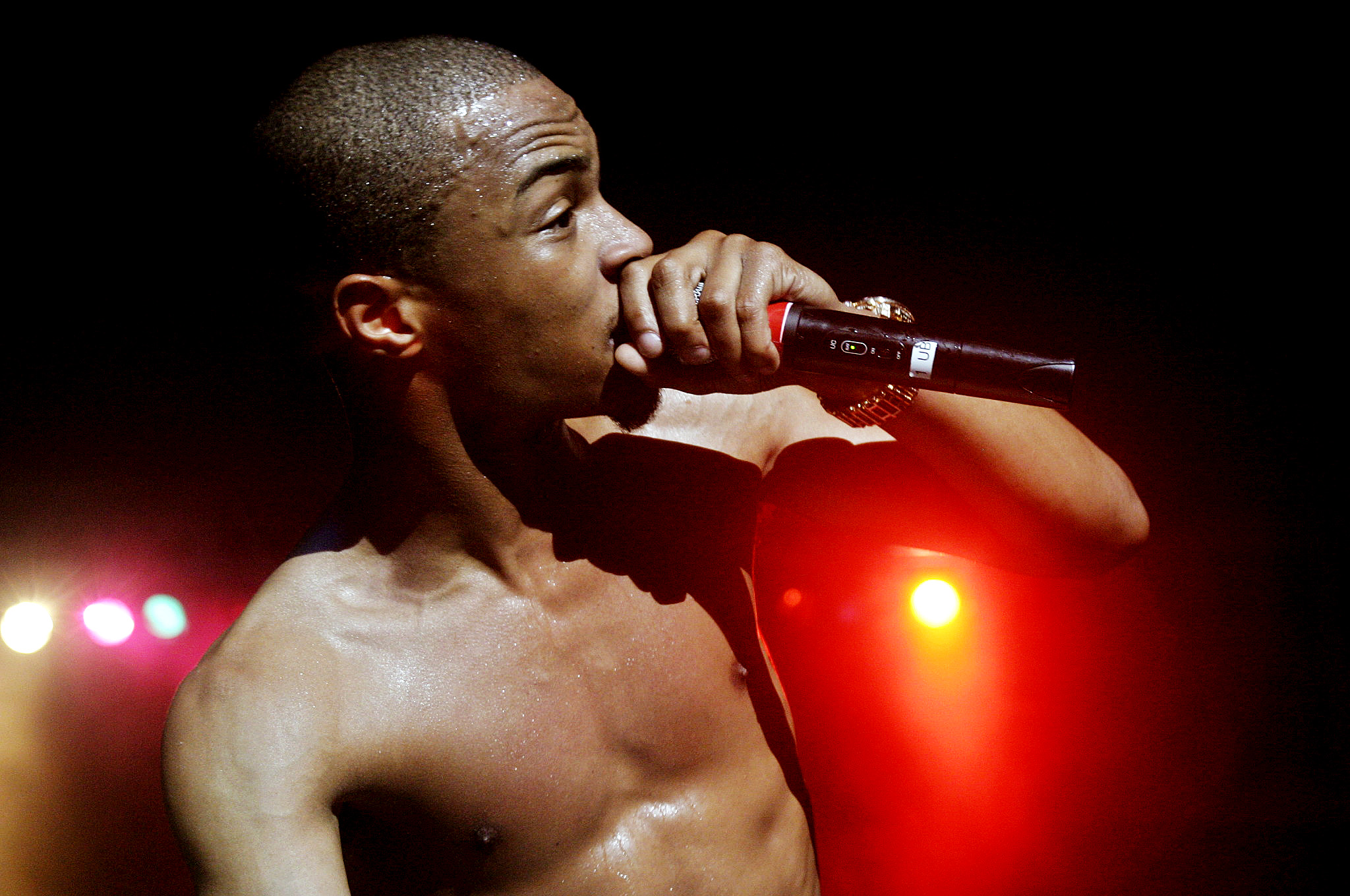
O rapper em Pittsburgh, Pennsylvania.

T.I. lançou seu terceiro álbum de estúdio, Urban Legend, em novembro de 2004. Ele estreou no número sete na Billboard 200, vendendo 193 mil cópias em sua primeira semana. O primeiro single oficial do álbum, "Bring Em Out", foi lançado em 19 de Outubro de 2004 e se tornou seu primeiro hit no top dez, chegando ao número 9 na Billboard Hot 100, enquanto o segundo single "U Don't Know Me" chegou ao número 23, na parada da Billboard Hot 100. Seu terceiro single "ASAP" alcançou o número 75 nas paradas americanas, número 18 nas paradas Hot R&B/Hip-Hop Songs e número 14 na Hot Rap Tracks. T.I. criou um vídeo para "ASAP"  e para "Motivation". Porém, "Motivation" só chegou ao número 62 na parada Hot R&B/Hip-Hop Songs.
O álbum apresenta produção providenciada pelos produtores de longa data, DJ Toomp, Jazze Pha, Lil Jon, The Neptunes, Nick "Fury" Loftin, David Banner e Sanchez Holmes. Novos produtores incluiam Daz Dillinger, Kevin "Khao" Cates, KLC, Mannie Fresh, Scott Storch e Swizz Beatz. Participações especiais no álbum incluiam Trick Daddy, Nelly, Lil Jon, B.G., Mannie Fresh, Daz Dillinger, Lil Wayne, Pharrell Williams, P$C, Jazze Pha e Lil' Kim.
Desde seu lançamento, Urban Legend recebeu avaliações positivas da maioria dos críticos musicais, onde a maioria dos críticos o viu como mais uma melhoria. A Recording Industry Association of America certificou o álbum como platina, com mais de 1,000,000 de cópias enviados nos Estados Unidos.
Em 10 de Maio de 2006, depois de aparecer em um tribunal de Atlanta, por acusações de que ele ameaçou um homem fora de um clube de strip, T.I. foi liberado por falta de provas. T.I. foi preso pouco tempo depois por um mandato que o acusava de violação da liberdade condicional na Florida. O mandado de T.I. afirmava que ele não completou o número necessário de horas de serviço comunitário, ele também foi condenado por um ataque de 2003, a uma vice-xerife do sexo feminino na Universidade Mall, em Tampa . T.I. foi detido por vários seguranças shopping no momento do incidente. De acordo com a WSB-TV de Atlanta, o advogado do rapper, disse que o problema não era nada mais do que uma "questão técnica" entre Geórgia e Flórida. A confusão surgiu porque T.I. também foi condenado a serviço comunitário na Geórgia por dirigir com a carteira suspensa. O rapper foi libertado sob fiança logo depois de ser preso, e era esperado para se entregar às autoridades do estado da Flórida na semana seguinte para resolver a questão.
Em 2006, recebeu duas indicações ao Grammy para Melhor Colaboração Canção e Melhor Performance Solo Rap. Naquele mesmo ano, ele ganhou o prémio de Artista Rap do Ano, Álbum Rap do Ano, Canção de rap do Ano e Vídeo Clipe do Ano no Billboard Music Awards e Melhor Artista Masculino de Hip-Hop no BET Hip-Hop Awards .

### 2006-2007: King, T.I. Vs TIP
Lançou seu quarto álbum, King em 28 de Março de 2006 pelas gravadoras Grand Hustle e Atlantic Records. Estreou na primeira posição na Billboard 200, vendendo 522.000 cópias em sua primeira semana.
King foi indicado ao Grammy Awards de 2007 como o Melhor Álbum de Rap. "What You Know" ganhou um Grammy de Melhor Performance Rap Solo e foi nomeado para Melhor Canção de Rap no Grammy Awards .
T.I. vs. T.I.P. seu quinto álbum foi lançado no dia 3 de julho de 2007, mas, vazou na internet uma semana antes, mas, isso não impediu o sucesso do disco, que já consegui uma Platina na nona semana de vendas. T.I. vs T.I.P. vendeu 468 mil cópias nos Estados Unidos, segundo a Nielsen SoundScan, e estreou no número um na Billboard 200 sendo o segundo de T.I. a atingir a marca. T.I. declarou que esse álbum iria ser um clássico, como foram All Eyez on Me do 2Pac, Ready to Die do Notorious B.I.G. e Illmatic do Nas. Em 13 de outubro de 2007, as autoridades federais prenderam T.I. quatro horas antes do BET Hip-Hop Prêmios em Atlanta. Ele estava comprando armas de fogo, a operação foi feita com ajuda de testemunhas e T.I. teve de pagar fiança de cerca de 2 milhões e ficar em casa, só podendo sair para consultas médicas e audiências enquanto aguardava o julgamento.

### 2008-2011:Paper Trail e No Mercy

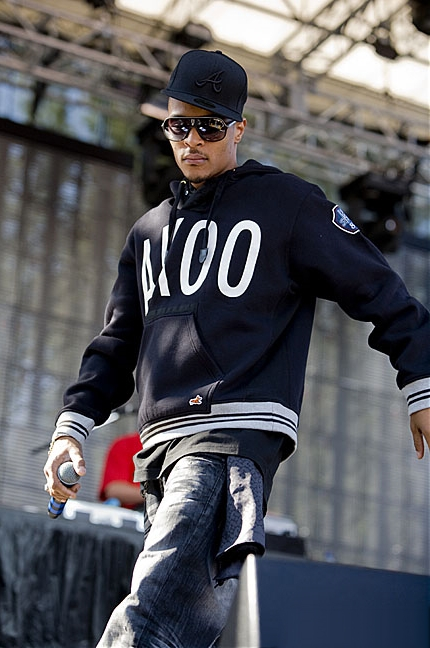
T.I. em 2008

Seu sexto álbum foi lançado oficialmente em 30 de Setembro de 2008. O álbum foi considerado, mesmo com o pouco tempo de lançamento, o melhor da carreira do cantor. O álbum conta com dois singles que foram primeiro lugar na parada norte-americana Hot 100, sendo estes Whatever You Like e Live Your Life, que conta com a participação da cantora Rihanna.T.I. escreveu o álbum enquanto estava em prisão domiciliar.
Em 21 de novembro de 2008, T.I. testemunhou no julgamento de assassinato de um membro de sua comitiva e um amigo próximo, Philant Johnson (1980-2006), que foi assassinado em um tiroteio que ocorreu depois de uma festa em um clube. T.I. dedicou várias músicas ao amigo, como "Live In The Sky" e "Dead and Gone", onde túmulo de Johnson pode ser visto no vídeo.
Em 27 de março de 2009, T.I. foi condenado a um ano de prisão e pagamento de 100 mil dólares. Dois dias antes de ser preso, T.I. realizou um concerto de despedida no Philips Arena, em Atlanta. Depois de um acordo judicial sua pena foi reduzida e em março de 2010, foi solto.
Após sair da prisão, T.I. foi ao estúdio de gravação para gravar seu sétimo álbum de estúdio, No Mercy.  que foi lançado oficialmente em 7 de dezembro de 2010 pela Grand Hustle Records e Atlantic Records. O álbum conta com a participação de vários artistas como Eminem, Kanye West, Chris Brown, Drake, Christina Aguilera, The-Dream, entre outros e a contribuição de uma série de produtores como Alex da Kid, Kanye West, DJ Toomp e The Neptunes, entre outros. O álbum estreou na quarta posição no Billboard 200, vendendo 159.000 cópias na sua semana de estréia. Em 14 de janeiro de 2011, No Mercy recebeu o certificado de ouro pela RIAA por ter venda superior a 500.000 cópias nos Estados Unidos.
Em 1 de setembro, T.I. e sua esposa foram presos por posse de drogas em Los Angeles. A prisão por porte de drogas levou T.I. a ser sentenciado a 11 meses de prisão, por violar os termos de sua liberdade condicional, especificamente por posse de ecstasy. Em 25 de outubro, as acusações de drogas contra a TI foram retiradas.

### 2012-presente:Trouble Man

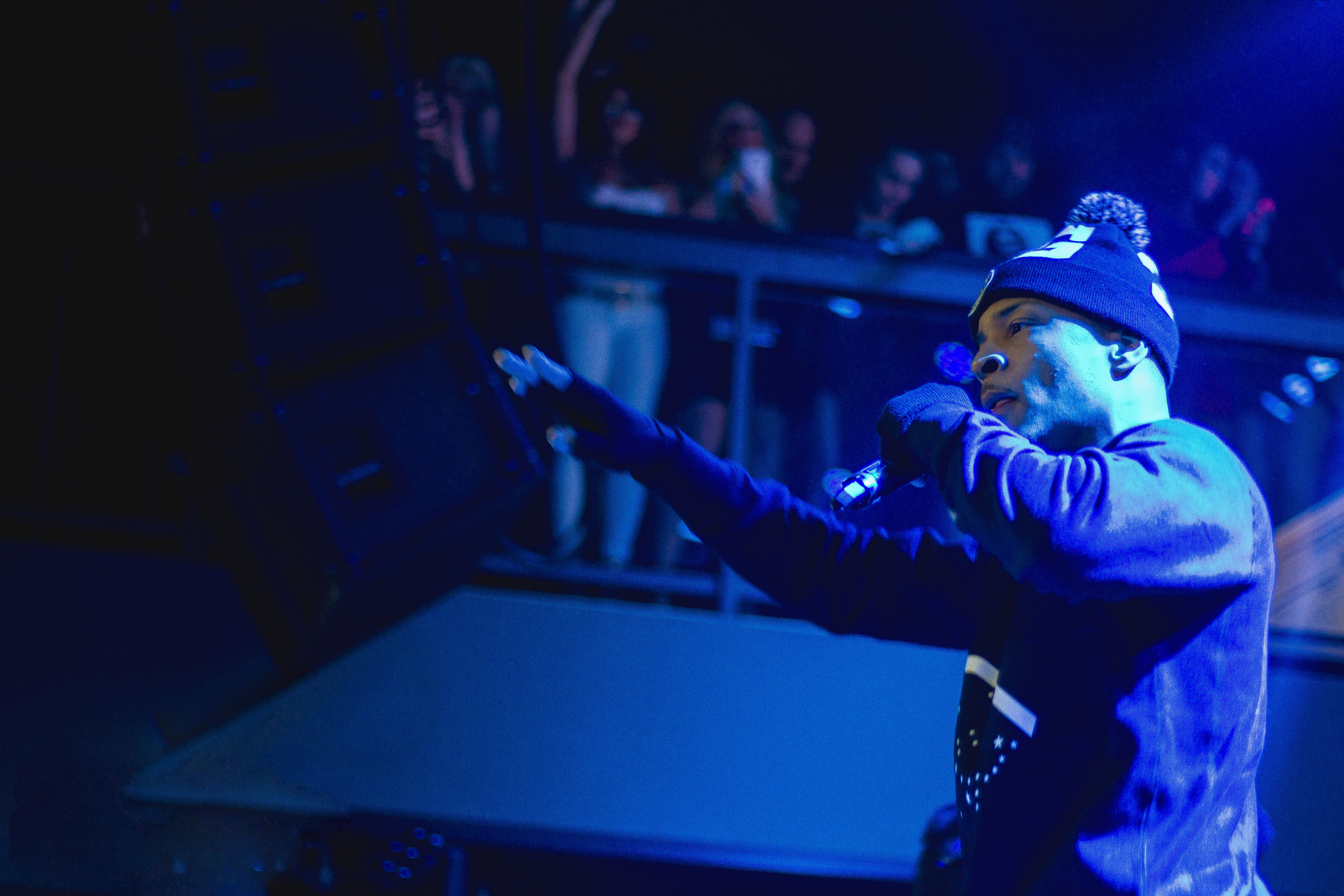
T.I. em 2014 durante um show

Após sair da cadeia T.I. apareceu em alguns remixes com Jay-Z, Kanye West e 2 Chainz . Em 30 de setembro de 2011, T.I. lançou a música "I'm Flexin", o primeiro single promocional do seu oitavo álbum de estúdio. Em uma entrevista T.I. revelou que o título de seu oitavo álbum, seria Trouble Man. O título foi inspirado por Marvin Gaye que em 1972 lançou uma canção de mesmo nome. Em uma entrevista anterior com a Rolling Stone, ele disse que estava debatendo entre dois títulos, Trouble Man e Kill The King.
Pouco antes de lançar o clipe para o vídeo da música "Strange Clouds", a MTV entrevistou B.o.B e perguntou sobre um boato de que ele e T.I. estão trabalhando em um álbum colaborativo, B.o.B respondeu: "O álbum em parceria, na verdade começou como uma piada. Ele referia a mim como "o marciano" em uma de suas letras, ele disse: "É o homem e o marciano", e nós dissemos: "isso poderia ser um título do álbum". Em 01 de dezembro de 2011, BoB apareceu na cidade de Nova York na estação de rádio, Hot 97 e confirmou que ele e T.I. estão de facto trabalhando em um álbum colaborativo intitulado The Man & The Martian. Só que álbum acabou nunca sendo lançado.
Pouco depois T.I. fez uma colaboração em uma música com Sean Kingston e outra com Trey Songz. E anunciou que em julho seria lançado, o primeiro single do seu oitavo álbum, a música "Go Get It".
Em setembro, T.I. apareceu no 106 & Park para promover seu livro "Trouble & Triumph", uma continuação de seu outro livro de romance "Power & Beauty". Durante sua visita, ele anunciou uma nova data de lançamento para o seu álbum, 18 de dezembro. Ele revelou que o álbum contará com colaborações de Balu, André 3000, Cee Lo Green, R. Kelly , Lil Wayne, e A$AP Rocky .
Ball com Lil Wayne foi lançada como o segundo single do álbum. A canção chegou ao número 50 nos EUA e número 58 no Canadá.
Durante o iTunes Festival 2013 apresentou "Jewels & Drugs", juntamente com Twista, Too Short e Lady Gaga. A música esta presente no álbum ARTPOP, de Lady Gaga.

## Controvérsias

### Testes de virgindade
Em Novembro de 2019, T.I. revelou no podcast "Ladies Like Us" que todos os anos levava a sua filha, Deyjah Harris,(nessa data com 18 anos) a fazer um exame ginecológico para confirmar a sua virgindade. Tais testes são considerados pouco confiáveis, porque o hímen pode ser rompido por outras causas, e foram condenados em 2018 pela Organização Mundial de Saúde (OMS), ONU Direitos Humanos,  e ONU Mulheres, como "medicamente desnecessários, e muitas vezes dolorosos, humilhantes e traumáticos".
Jill Filipovic, no jornal britânico The Guardian, comentou que a misoginia está inerente á valorização da inexperiência sexual feminina. Aponta o facto óbvio de que há muitas formas de atividade sexual que não rompem o hímen.

## Discografia

### Álbuns
- I'm Serious (2001)
- Trap Muzik (2003)
- Urban Legend (2004)
- King (2006)
- T.I. vs. T.I.P. (2007)
- Paper Trail (2008)
- No Mercy (2010)
- Trouble Man: Heavy Is the Head (2012)
- Paperwork (2014)
- Us or Else - Letter to the System (2017)
- DIME TRAP (2018)

### Álbuns em colaboração
- 25 To Life (2005) (com P$C)
- Get Dough Or Die (2013)  (com Hustle Gang)
- Get Dough Or Die 2 (2014) (com Hustle Gang)
- #HGOE (2016) (com Hustle Gang)
- We Want Smoke (2017)) (com Hustle Gang)

## EPs
- Da' Nic (2015)

## Filmografia
Televisão
- 2005: The O.C....Ele mesmo
- 2005: Punk'd...Ele mesmo
- 2009: T.I.'s Road to Redemption (Ele mesmo)
- 2011 - 2017: T.I. & Tiny: The Family Hustle..... Ele mesmo
- 2016: Roots (minissérie de 2016) (Cyrus)
- 2018: Rapture (Ele mesmo)
- 2018: The Grand Husle (Reality)

Filmes
- 2006: ATL... O Som Do Guetto (Rashad)
- 2007: For Sale...
- 2007: Random Check...
- 2007: Ballers...
- 2007: O Gângster (Steve Lucas)
- 2010: Ladrões (Ghost)
- 2013: Uma Ladra Sem Limites
- 2015: Homem-Formiga (Dave)
- 2015: Get Hard (Russell)
- 2017: Tom Clancy's Ghost Recon Wildlands: War Within the Cartel
- 2017: The Trap (Sonny)
- 2017: Sleepless (Save)
- 2017: Krystal (Willie)
- 2018: Homem-Formiga e a Vespa (Dave)
- 2020: Monster Hunter (Lincoln)